# Kia Korea Open 2014
Kia Korea Open 2014 byl tenisový turnaj pořádaný jako součást ženského okruhu WTA Tour, který se hrál na otevřených dvorcích s tvrdým povrchem tenisového centra v soulském olympijském parku. Konal se mezi 13. až 21. zářím 2014 v jihokorejské metropoli Soulu jako 11. ročník turnaje.
Turnaj s rozpočtem 500 000 dolarů patřil do kategorie WTA International Tournaments. Nejvýše nasazenou hráčkou ve dvouhře se stala pátá tenistka světa a obhájkyně titulu Agnieszka Radwańská z Polska, kterou ve čtvrtfinále vyřadila pozdější finalistka Varvara Lepčenková. Druhou singlovou trofej kariéry vybojovala druhá nasazená Karolína Plíšková. Deblovou soutěž ovládla španělsko-rumunská dvojice Lara Arruabarrenová a Irina-Camelia Beguová.

## Distribuce bodů a finančních odměn

### Distribuce bodů
| Soutěž      | vítězky | finalistky | semifinalistky | čtvrtfinalistky | 16 v kole | 32 v kole | Q  | Q2 | Q1 |
| ----------- | ------- | ---------- | -------------- | --------------- | --------- | --------- | -- | -- | -- |
| dvouhra žen | 280     | 180        | 110            | 60              | 30        | 1         | 18 | 12 | 1  |
| čtyřhra žen | 280     | 180        | 110            | 60              | 1         |           |    |    |    |

## Ženská dvouhra

### Nasazení
| Stát                        | Hráčka               | WTA1) | Nasazení |
| --------------------------- | -------------------- | ----- | -------- |
| Polsko                      | Agnieszka Radwańská  | 5.    | 1.       |
| Česko                       | Karolína Plíšková    | 36.   | 2.       |
| Česko                       | Klára Koukalová      | 38.   | 3.       |
| Slovensko                   | Magdaléna Rybáriková | 41.   | 4.       |
| Spojené státy               | Varvara Lepčenková   | 43.   | 5.       |
| Estonsko                    | Kaia Kanepiová       | 45.   | 6.       |
| Francie                     | Caroline Garciaová   | 46.   | 7.       |
| Spojené království          | Heather Watsonová    | 47.   | 8.       |
| Žebříček WTA k 8. září 2014 |                      |       |          |

### Jiné formy účasti
Následující hráčky obdržely divokou kartu do hlavní soutěže:
- Jang Su-jeong
- Han Na-lae
- Maria Kirilenková

Následující hráčky si zajistily postup do hlavní soutěže v kvalifikaci:
- Nicole Gibbsová
- Danka Kovinićová
- Jelizaveta Kuličkovová
- Mandy Minellaová

### Odhlášení
před zahájením turnaje
- Petra Cetkovská
- Alexandra Dulgheruová
- Jekatěrina Makarovová
- Jelena Vesninová

### Skrečování
- Magdaléna Rybáriková (poranění levé kyčle)

## Ženská čtyřhra

### Nasazení
| Stát                                                                     | Hráčka              | Stát          | Hráčka                   | WTA  | Nasazení |
| ------------------------------------------------------------------------ | ------------------- | ------------- | ------------------------ | ---- | -------- |
| Tchaj-wan                                                                | Čan Chao-čching     | Tchaj-wan     | Čan Jung-žan             | 52.  | 1.       |
| Česko                                                                    | Karolína Plíšková   | Česko         | Kristýna Plíšková        | 110. | 2.       |
| Chorvatsko                                                               | Darija Juraková     | Spojené státy | Megan Moultonová-Levyová | 115. | 3.       |
| Gruzie                                                                   | Oxana Kalašnikovová | Česko         | Renata Voráčová          | 143. | 4.       |
| Žebříček WTA k 8. září 2014; číslo je součtem umístění obou členek páru. |                     |               |                          |      |          |

### Skrečování
- Maria Kirilenková (natažení svalstva levé břišní stěny)

## Přehled finále

### Ženská dvouhra
- Karolína Plíšková vs.  Varvara Lepčenková, 6–3, 6–7(5–7), 6–2

### Ženská čtyřhra
- Lara Arruabarrenová /  Irina-Camelia Beguová vs.  Mona Barthelová /  Mandy Minellaová, 6–3, 6–3